# Fiederpalme

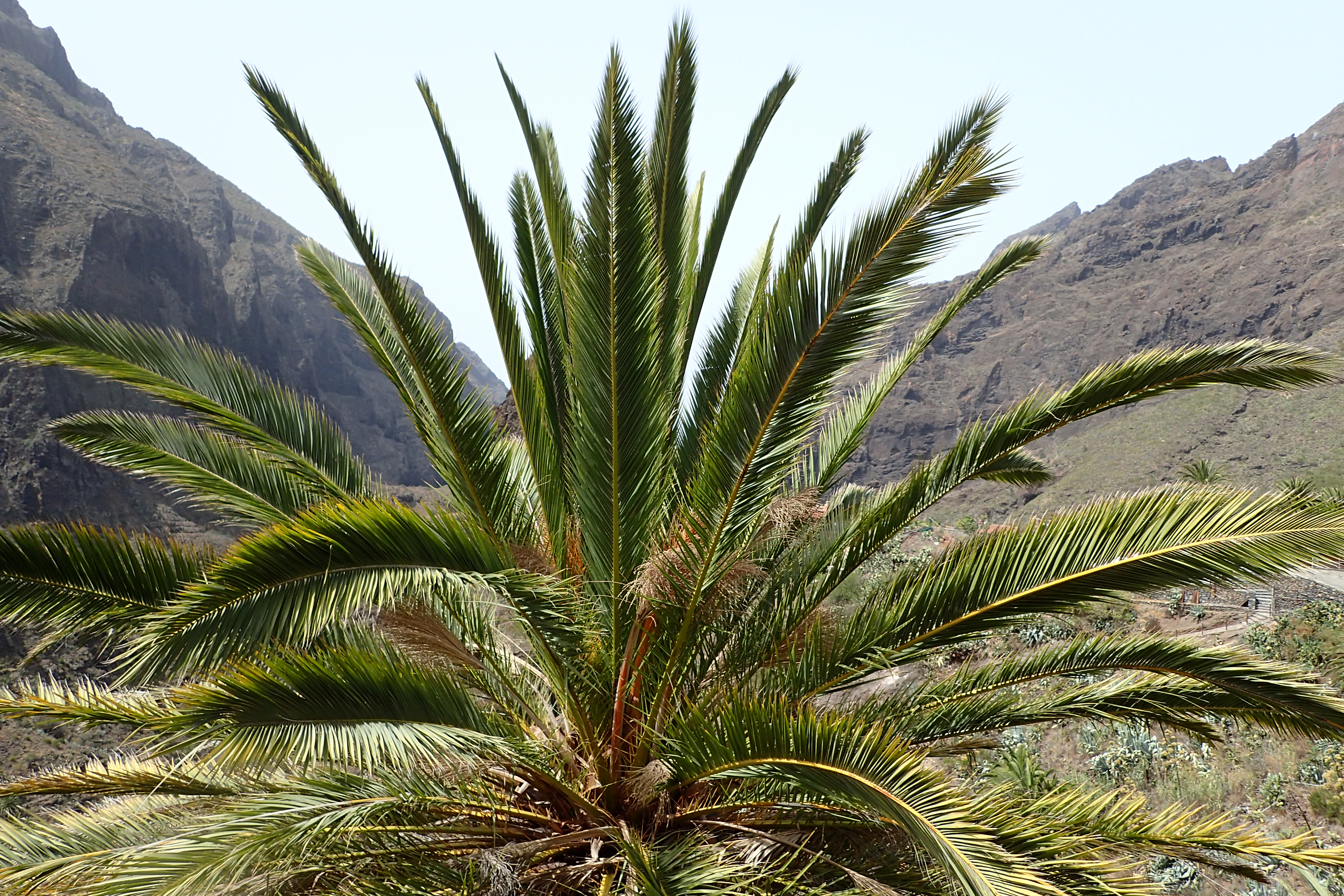
Kanarische Dattelpalme (Phoenix canariensis)

Als Fiederpalme werden Palmenarten bezeichnet, die federförmige (pinnate) Blätter besitzen. Die Struktur des Blattes ähnelt somit abstrakt der einer Vogelfeder. Beeindruckende Beispiele für Fiederpalmen sind die Kanarische Dattelpalme und die Chilenische Honigpalme. Der Gegensatz dazu sind Fächerpalmen, die (palmate) Blätter besitzen, deren Blattrippen strahlenförmig vom Ansatz des Blattstieles zum Blattrand verlaufen, wie Washingtoniapalmen oder Hanfpalmen.

## Weblink
- Palm Leaf Structure bei Gardening Solutions – University of Florida.